# 响铃金锦香
响铃金锦香（学名：Osbeckia pulchra）是野牡丹科金锦香属的植物。分布于泰国以及中国大陆的云南等地，生长于海拔1,000米至1,800米的地区，多生长于山坡草地或灌木丛中，目前尚未由人工引种栽培。

## 别名
响铃果（云南）